# 馬愈
馬愈（1435年—？），字抑之，号清痴、痴痴道人，直隸嘉定府嘉定縣人，明朝政治人物。進士出身。

## 生平
應天府鄉試第六十六名。天順八年（1464年）甲申科會試第二百十四名，殿試登進士第三甲第一百六十名。
马愈能诗善书，擅长山水画，为吴门画派先驱。

## 家族
曾祖父馬光大，曾任元千戶。祖父馬彥和。父亲馬軾，曾任欽天監博士。